# Medizinisches Transport-Management
Medizinisches Transport Management (MTM) ist ein Sammelbegriff medizinischer und sozialer Fahrdienste. 
In ihm werden Dienste wie der Fahrdienst für Menschen mit Behinderungen (Behindertenfahrdienst), qualifizierter Krankentransport mit Krankentransportwagen, unqualifizierter Krankentransport (auch Patiententransfer oder Liegend-Taxi), Transport von Medizinischen Geräten, Blut und Personal (Medizinischer Transportdienst) sowie allgemeine Taxi- und Mietwagen-Dienste zusammengefasst. Neben der Funktion als Sammelbegriff soll MTM die Zuordnung von Fahrangeboten je nach individuellem Bedarf beschreiben.